# Журков, Серафим Николаевич
Серафим Николаевич Журков (16 [29] мая 1905, д. Трубетчино, Тамбовская губерния — 18 сентября 1997, Санкт-Петербург) — советский физик, академик АН СССР (1968; член-корреспондент с 1958). Член КПСС с 1944. Герой Социалистического Труда (1975).

## Биография
В 1929 году окончил техническое отделение педагогического факультета Воронежского государственного университета. С 1930 года работал в Ленинградском физико-техническом институте, с 1947 года — профессор Ленинградского университета.

## Научная деятельность
Научная деятельность всецело посвящена физике прочности твёрдых тел. Основное достижение — установление количественной зависимости между действующими в теле напряжениями и временем сохранения прочности. Полученная зависимость получила название формулы Журкова.

## Семья
Жена — Софья Яковлевна Журкова (урождённая Пинес, 1908—?), сестра нейрогистолога Л. Я. Пинеса.

## Память
- На здании по адресу Политехническая улица (СПб.), 26, в 2005 году была установлена мемориальная доска.

## Награды
- Медаль «Серп и Молот» (28.05.1975).
- Орден Ленина (28.05.1975).
- Орден Октябрьской Революции (20.07.1971).
- 2 ордена Трудового Красного Знамени (21.06.1957; 15.07.1965)[4].
- Орден Дружбы народов (28.05.1985)[5].
- 2 ордена «Знак Почёта» (10.06.1945; 19.09.1953)
- медали